# Alfredo Ardila
Alfredo  Ardila (4 de septiembre de 1946-9 de enero de 2021) fue un neuropsicólogo colombiano, radicado  en Miami, Estados Unidos.
Se formó inicialmente como psicólogo en la Universidad Nacional de Colombia y obtuvo un doctorado en neuropsicología en la Universidad Estatal de Moscú donde trabajó con Alexander R. Luria.
Ha publicado extensamente sobre diversos temas de neurociencias comportamentales y cognoscitivas, especialmente de neuropsicología. 
Ha sido Presidente de la Asociación Latinoamericana de Neuropsicología (ALAN), Sociedad Latinoamericana de Neuropsicología (SLAN), Hispanic Neuropsychological Society, y miembro de la Junta Directiva de la International Neuropsychological Society.  Ha recibido diversos reconocimientos académicos, incluyendo el Premio Nacional de Psicología (Colombia, 1980), Premio Alejandro Ángel Escobar en la Categoría de Ciencia (Colombia, 1997), Premio CNC en Neurociencia Latinoamericana (España, 2012), y el Honor Vygotsky Prize (Portugal, 2016). 
Fue profesor de la Universidad Internacional de Florida (Miami, EE. UU.) y fue también Profesor Honorario de la Escuela de Medicina de la Universidad de Chile, miembro honorario de la Escuela de Medicina de la Universidad de Antioquia, y profesor visitante de la Facultad de Psicología de la Universidad Estatal de Moscú.

## Libros
- Ardila, A. (1979). Psicofisiologia de los Procesos Complejos. México: Editorial Trillas.
- Ardila, A. & Moreno, C. (1979). Aspectos Biológicos de la Memoria y el Aprendizaje. México: Editorial Trillas.
- Ardila, A. (ed) (1980). Psicología de la Percepción. México: Editorial Trillas.
- Ardila, A. (1983). Psicobiología del Lenguaje. México: Editorial Trillas.
- Ardila, A. (1984). Neurolingüística: Mecanismos cerebrales de la actividad verbal. México: Editorial Trillas.
- Ardila, A., & Ostrosky, F. (eds) (1984). The Right Hemisphere: Neurology and Neuropsychology. London: Gordon and Breach Science Publishers
- Ardila, A., & Rosselli, M. (1986). La Vejez: Neuropsicología del Fenómeno del Envejecimiento. Medellín: Prensa Creativa.
- Ostrosky, F., & Ardila, A. (1986). Hemisferio Derecho y Conducta. México: Editorial Trillas.
- Ardila, A., & Ostrosky, F. (eds) (1988). Lenguaje Oral y Escrito. México: Editorial Trillas.
- Ardila, A., & Ostrosky, F. (eds) (1989). Brain Organization of Language and Cognitive Processes. New York: Plenum Press.
- Ardila, A., & Ostrosky, F. (1991). El Diagnóstico del Daño Cerebral: Un Enfoque. México: Editorial Trillas.
- Ardila, A., Rosselli, M., & Puente, A. (1994). Neuropsychological evaluation of the Spanish speaker. New York: Plenum Press
- Ostrosky Solis, F., & Ardila, A. (1994). Cerebro y lenguaje: Perspectivas en la organización cerebral del lenguaje y de los procesos cognoscitivos. México: Editorial Trillas.
- Benson, D.F. & Ardila, A. (1996). Aphasia: A Clinical Perspective. New York: Oxford University Press
- Ostrosky, F., Ardila, A., & Dochy, R. (1996). Rehabilitación neuropsicológica. México: Ariel Planeta.
- Rosselli, M., Ardila, A., Pineda, D. & Lopera, F. (1997). Neuropsicología Infantil. Medellín: Editoria Prensa Creativa.
- Arango, J.C., Fernández Guinea, S., & Ardila, A. (Eds). (2003). Las demencias: aspectos clínicos, neuropsicológicos y tratamiento. México: Editorial Manual Moderno
- Ardila, A., Rosselli, M., & Matute, E. (2005). Neuropsicología de los trastornos del aprendizaje. México: Manual Moderno, Universidad de Guadalajara-UNAM
- Ardila, A. (2005). Las afasias. Guadalajara: University of Guadalajara (México)
- Perea, M.V., & Ardila, A. (2005). Síndromes neuropsicológicos. Salamanca: Ediciones Amarú
- Uzzell, B., Pontón, M. & Ardila A. (Eds). (2007). International Handbook of Cross-Cultural Neuropsychology. Mahwah, NJ: Lawrence Erlbaum Associates]
- Ardila, A. & Ramos, E. (eds). (2007). Speech and language disorders in bilinguals. New York: Nova Science Publishers
- Ardila, A. & Rosselli, M. (2007) Neuropsicología Clínica. México, D.F.: Editorial Manual Moderno.
- Rosselli, M., Matute, E. & Ardila, A. (2010)_Neuropsicología del Desarrollo Infantil. México: Manual Moderno
- Tirapu Ustárroz, J., García-Molina, A., Ríos Lago, M. & Ardila, A. (2012). Neuropsicología de la corteza prefrontal y las funciones ejecutivas. Barcelona: Editorial Viguera.
- Ardila, A. & Ostrosky-Solis, F. (2012). Guía para el Diagnóstico Neuropsicológico. Miami, FL; Florida International University.
- Ardila, A. (2014) Aphasia Handbook . Miami, FL: Florida International University
- Ardila, A., Arocho-Llantín, J.L., Labos, E. & Rodriguez- Irizarry, W. (2015). Diccionario de Neuropsicología.